# Hugo Margáin Charles
Hugo César Margáin Charles (Ciudad de México, 27 de octubre de 1942 — ibídem, 29 de agosto de 1978) fue un abogado, filósofo, profesor e investigador mexicano, director del Instituto de Investigaciones Filosóficas. Sus padres fueron el político y diplomático mexicano Hugo B. Margáin Gleason y Margarita Charles.[cita requerida]

## Trayectoria académica
Originalmente ingreso a la Universidad Nacional Autónoma de México (UNAM) para estudiar derecho y en 1962 comenzó a estudiar filosofía, así que en este año se encontró estudiando ambas carreras. Fue becario del Centro de Estudios Filosóficos y terminó la licenciatura en 1966; no fue sino hasta 1969 cuando presentó su examen profesional con su tesis "La Existencia no es un predicado lógico" asesorado por Alejandro Rossi. Durante 1968 en la Universidad de las Américas impartió dos cursos: uno de Lógica y otro de Filosofía de las Ciencias. Recién titulado en 1969 sustituyó a Luis Villoro en la materia de Introducción a la filosofía en la UNAM.
Posteriormente en el año de 1970 inició sus estudios de Posgrado en la Universidad de Oxford, Inglaterra los cuales duraron cuatro años, regresó a México hacia el año de 1974 se reincorporó como profesor de Lógica y de Filosofía de la Lógica en la Universidad Nacional Autónoma de México (UNAM), posteriormente obtuvo su nombramiento como investigador del Instituto de Investigaciones Filosóficas, hasta 1978 fue nombrado Director del Instituto, puesto en el cual solo duró cinco meses.
En 1978 se preparaba para lanzar su único libro, Racionalidad, lenguaje y filosofía, el cual fue publicado póstumamente por el Fondo de Cultura Económica.
Contribuyó con dos reseñas en los números 4 y 5 de Crítica. Revista Hispanoamericana de Filosofía, sobre Hamlet and the Philosophy of Literary Criticism, de Morris Weitz, y sobre el libro de Francisco Larroyo La lógica de las ciencias. Tratamiento sistemático de la lógica simbólica. También fue colaborador frecuente de la revista Vuelta que dirigía Octavio Paz.

## Deceso
El 29 de agosto de 1978 fue asesinado, en un intento de secuestro donde el filósofo británico Gareth Evans resultó herido. El crimen fue atribuido a la Liga Comunista 23 de Septiembre, aunque nunca se esclareció el caso.

## Pensamiento y obra
Entre los principales temas que Margáin estudio se encuentran la filosofía del lenguaje en diferentes vertientes: la mente, el lenguaje, la ciencia; al igual que los temas filosóficos tradicionales: lógica, historia de la filosofía, filosofía política y del derecho. Al igual que define ciertos aspectos de la ética y el impacto que tendría en su tiempo. Se considera influyente en la corriente filosófica analítica. En su obra Lenguaje, Racionalidad y Filosofía reúne algunos ensayos sobre distintos temas del lenguaje y la lógica.

### Racionalidad, lenguaje y filosofía
Dentro de su única obra, Margáin analiza que la filosofía es un diálogo con el escepticismo y que no sería posible afirmar, negar o explicar el conocimiento sin una teoría que sea explícita de la racionalidad, y en su obra se hace una aproximación desde la racionalidad como facultad natural del ser humano, como un aspecto de la psicología humana. Definiendo al ser humano como un animal racional por medio de un lenguaje psicológico: estados y procesos de la mente.
También plantea que la violencia se ejerce por motivos racionales, y el problema de la moralidad como una empresa racional y objetiva. Al igual que define los límites del razonamiento.